# Der dritte Himmel
Der dritte Himmel ist ein Begriff aus der Literatur zur Zeit des Zweiten Tempels.

## Hintergrund
In der griechischen Apokalypse des Mose ist es der Ort, an dem Adam begraben wird. In der Apokalypse des Moses und auch im Zweiten Korintherbrief 12:2-4 ist der dritte Himmel mit dem Paradies gleichgesetzt. Ebenso tarnt sich in den beiden Büchern der Satan als Engel des Lichts. Im slawischen Henochbuch ist der dritte Himmel das Paradies, in das die Gerechten unter den Menschen gebracht werden. In der slawischen Rezension der Apokalypse des Baruch sind ein Phönix und ein Drache enthalten.